# Corps Hildeso-Guestphalia Göttingen
Le Corps Hildeso-Guestphalia Göttingen est une association d'étudiants combattante portant couleur (de) dans le Kösener Senioren-Convents-Verband (KSCV). Il réunit des étudiants et anciens élèves de l'Université de Göttingen. Les membres du corps sont appelés Hildesheimer Westfalen ou Hilden.

## Couleur
Hildeso-Guestphalia est de couleur vert citron-blanc-noir avec des percussions argentées. De plus, une petite casquette étudiante (de) vert citron est portée à l'arrière de la tête. Comme tous les Kösener Corps du SC zu Göttingen, Hildeso-Guestphalia n'a pas de bande de Fuchs.
La devise du corps est Fortuna iuvat audacem. La devise des armoiries est Gladius ultor noster ! Pectus amico, cuspis hosti !

## Histoire

### Débuts

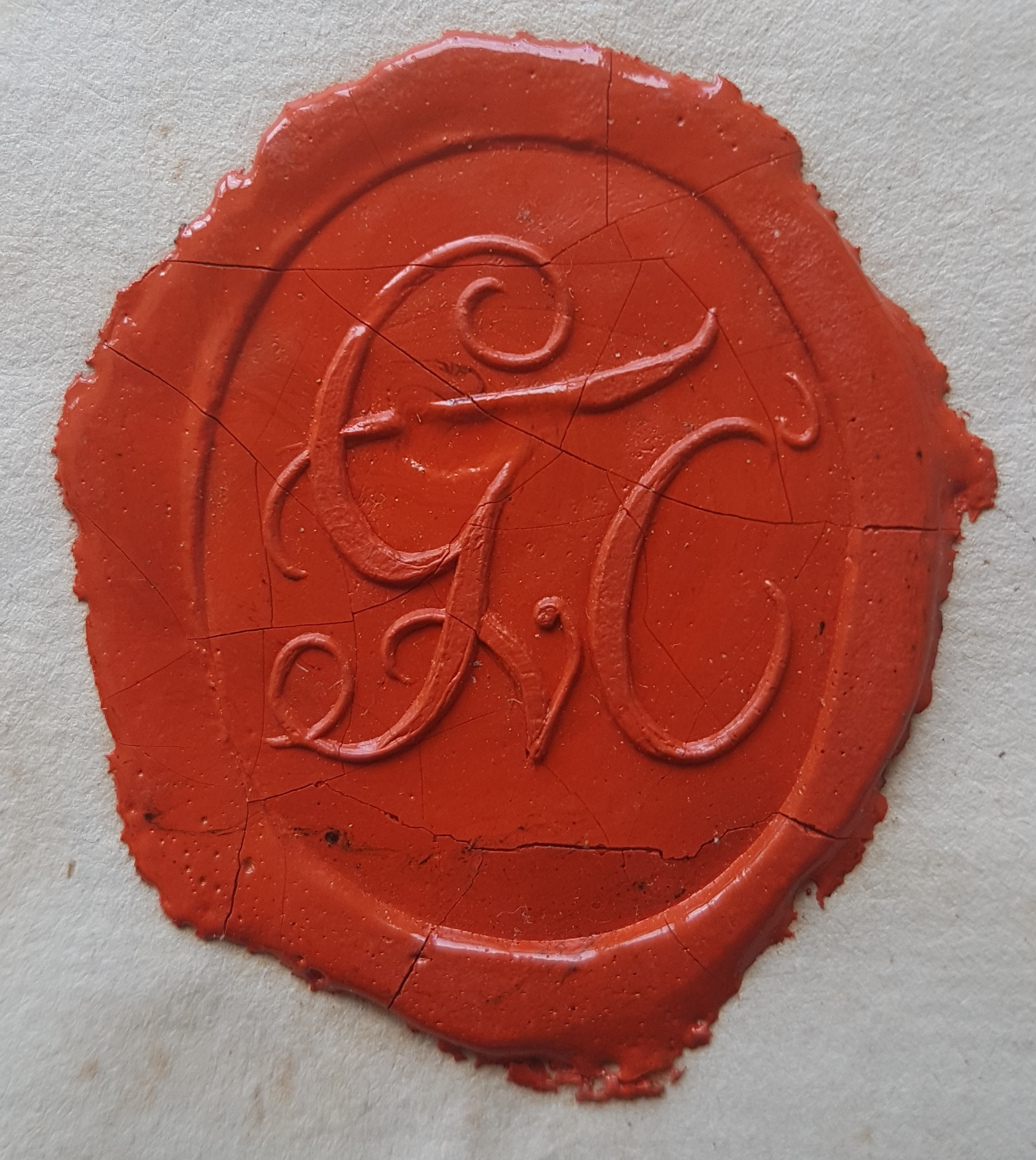
Sceau de la Guestphalia Göttingen, 1812

Le corps est issu d'une Landsmannschaft westphalienne fondée à Göttingen en 1772, dont les membres portent des uniformes bleus à revers rouges. Une représentation peut être trouvée dans le registre Rupstein, qui est conservé à Göttingen. Leur devise est "Pro salute Guestphalorum". Après la disparition des Landsmannschaften de type ancien, la tradition westphalienne se poursuit par le Corps Guestphalia Göttingen, fondé en 1801 et dont l'existence est documentée jusqu'en 1845 et qui porte déjà les couleurs vert-blanc-noir. En 1802, Karl von Bodelschwingh-Velmede, qui devient plus tard le ministre prussien des Finances, devient également membre du corps. Une constitution (de) de ce Guestphalia datant de 1814 est parvenue jusqu'à nous. En 1824, l'étudiant en droit Heinrich Heine rejoint les Westphaliens, qu'il décrit dans ses ouvrages ultérieurs (Die Harzreise, Deutschland. Ein Wintermärchen) mentionné à plusieurs reprises. Wilhelm Emmanuel von Ketteler, qui devient plus tard évêque de Mayence et réformateur social catholique, rejoint également le corps en tant qu'étudiant en droit de Westphalie. En raison du duel Ketteler-Lohmann (de), il est condamné à une peine de prison par le tribunal universitaire.
Une première association portant le nom de Hildesia et les couleurs jaune et rouge est probablement fondée à Göttingen le 14 février 1820, mais elle est dissoute après quelques semestres. Elle est renouvelée en 1825. Elle porte ensuite les couleurs rouge-jaune ou rouge-jaune-or et est attestée dans des constitutions de 1825 et 1836, une constitution de renoncement de 1843 et une constitution de confrères kneipants.

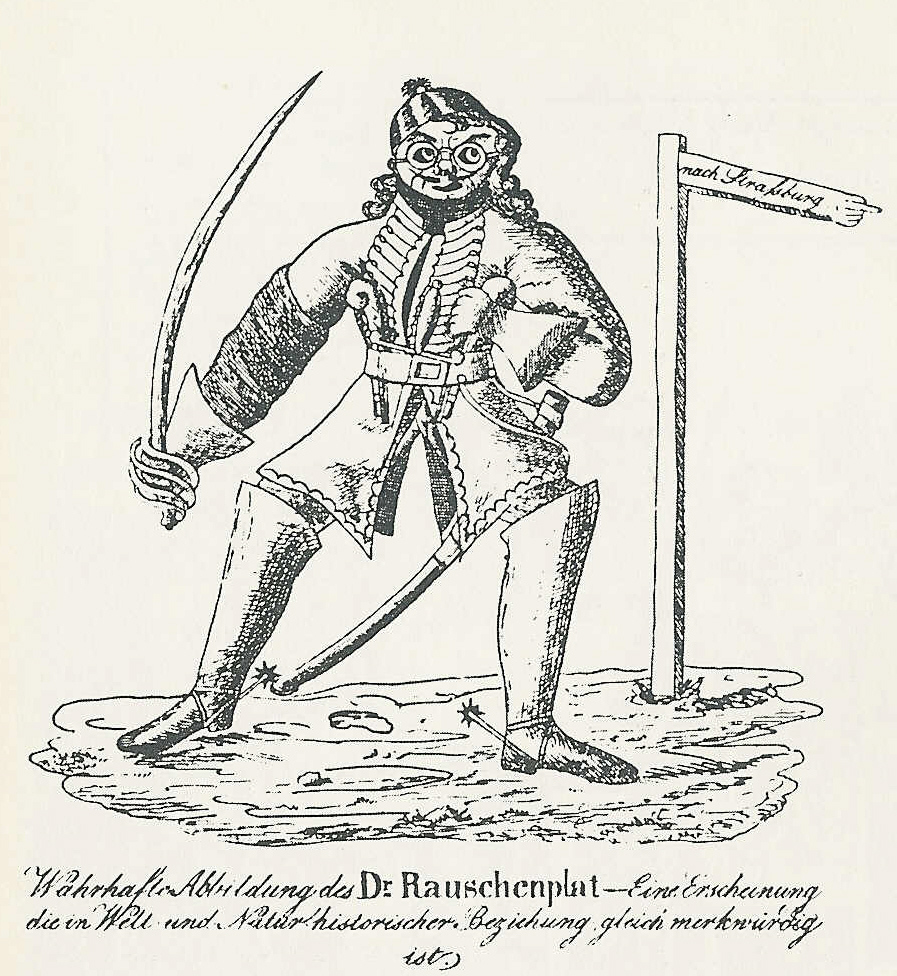
"Représentation fidèle du Dr. Rauschenplat - Un phénomène tout aussi remarquable dans la relation historique entre le monde et la nature. “ Gravure anonyme de 1831

Le cercle restreint des professeurs privés et des étudiants autour du conférencier Johann Ernst Arminius von Rauschenplat (de) fait partie du noyau de la révolution de Göttingen de janvier 1831 et se compose de membres de la Guestphalia comme de la Hildesia. Quatre professeurs et cinq étudiants des deux corps sont ensuite poursuivis par les autorités à l'aide de fiches de recherche .

### Hildeso-Guestphalia
Plus tard, de nombreux Westphaliens rejoignent apparemment l'association Hildesia, qui est fondée le 6 août 1852. Ses couleurs sont le noir, le rouge et le blanc, et sa devise est "Fortuna iuvat audacem ! En raison du grand nombre de membres - surtout des nombreux étudiants de Westphalie - et en raison de la réputation que les habitants de Hildesheim ont acquise à la Mensur, l'idée de se transformer en un corps est apparue. La demande en ce sens est déposée le 10 juin 1854 et approuvée à l'unanimité par le convent des anciens de Göttingen (de) (SC). Comme tant de Westphaliens sont membres du corps, le nom est changé en Hildeso-Guestphalia et les couleurs vert, blanc et noir, qui sont perçues comme typiquement westphaliennes, sont adoptées. Le 12 juin 1854, Hildeso-Guestphalia rejoint le Göttinger SC. La date officielle de fondation du Corps Hildeso-Guestphalia est donc le 10 juin 1854. En rejoignant le Göttinger SC, le Corps devient membre de la fédération SC de Kösen. En 1869, le Corps fournit le président du Congrès de Kösen.
En 1895/96, Hildeso-Guestphalia fait construire sa propre maison de corps, ce qui en fait le troisième corps à avoir sa propre maison de corps à Göttingen. La construction est rendue possible grâce à un don important de la veuve du Hildesheim-Westphalien Ludwig Heydenreich.
Comme tous les corps et associations, le national-socialisme frappe durement le corps Hildeso-Guestphalia. En 1933, les nationaux-socialistes décrètent une interdiction de couleur. En 1934, le S.C. de Göttingen organise sa dernière manifestation. Finalement, en 1934, les Corps sont interdits et contraints d'adhérer à des camaraderies nazies. L'activité du Corps s'en trouve extrêmement entravée, ce qui entraîne la suspension du dernier train le 5 octobre 1935. La maison du corps est vendue en 1937 à l'association nazie "Haus der Deutschen Frau" et devient la propriété du NSDAP en 1942. En tant que telle, elle est confisquée par les Alliés en 1945, est d'abord placée sous administration fiduciaire et est utilisée à des fins d'habitation. En 1952, elle a pu être rachetée par l'association des anciens de Hildeso-Guestphalia
Du 30 au 31 août 1947, la première réunion du Corps après la guerre a lieu à Hamelin. On y exprime le souhait que le Corps se reconstitue sans fusion avec un autre Corps. En conséquence, la première fête de fondation après la Seconde Guerre mondiale a lieu au début de l'été 1949 à Göttingen. Les 2 et 3 juin 1950, Hildeso-Guestphalia est reconstitué sous son ancienne forme et peut reprendre ses activités. L'évolution ultérieure connaît également des revers. Ainsi, le Corps doit à nouveau se suspendre du 21 avril 1979 au 19 juillet 1984.
Hildeso-Guestphalia forme le cercle rouge du KSCV avec les Corps de Kösen Saxonia Jena, Borussia Tübingen (de), Marcomannia Breslau, Saxonia Bonn et sa relation de longue date Vandalia Rostock (de).

## Maison du corps

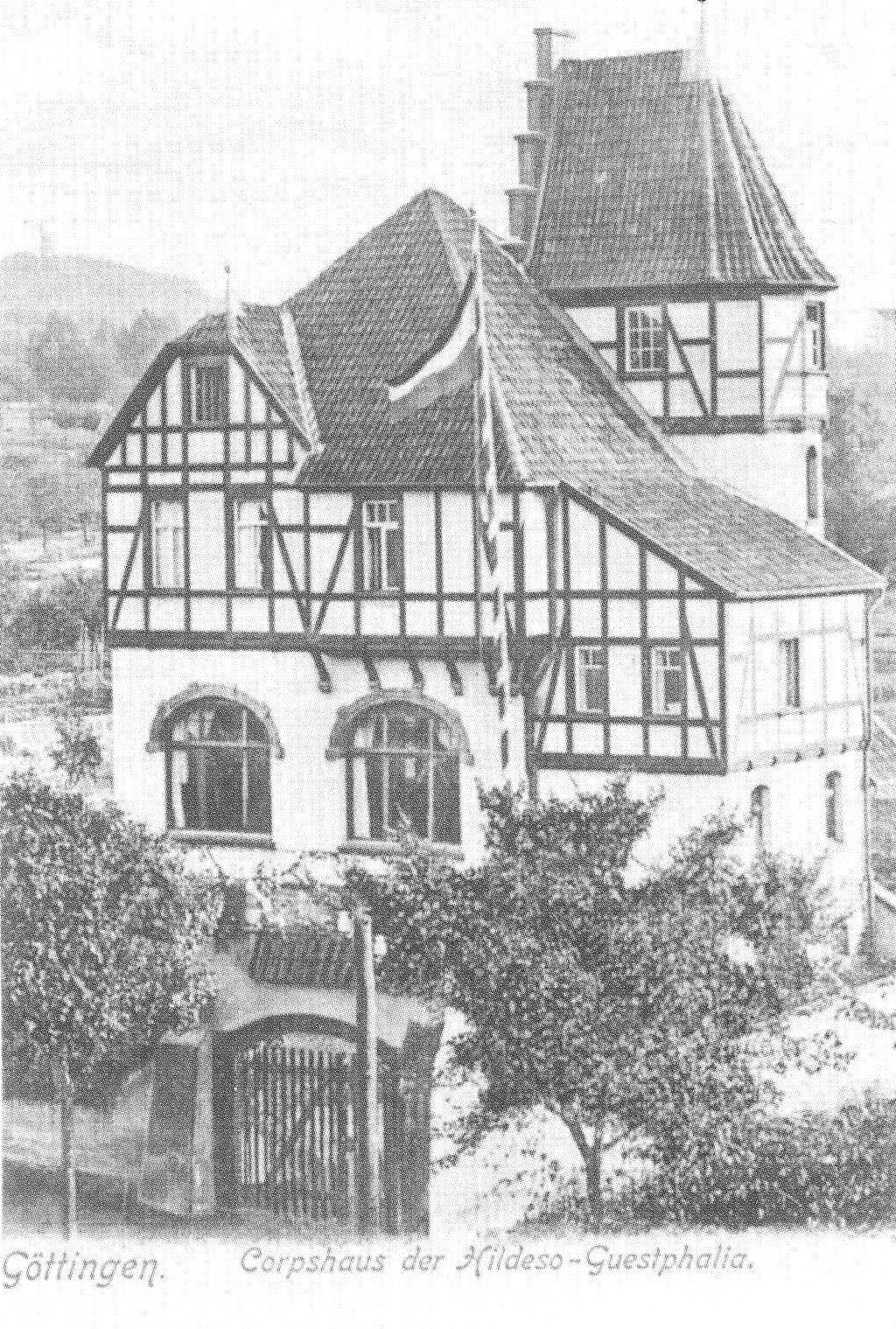
Maison du Corps (1900)

La maison du corps à l'actuelle 36 Wilhelm-Weber-Straße dans le quartier Est de Göttingen est construite en 1895/96 sur la base d'un projet de l'architecte et maître d'œuvre berlinois Lothar Schoenfelder (de), basé sur une ferme westphalienne et inaugurée le 4 mars 1897. C'est l'entreprise de construction Gebr. Krafft de Göttingen qui s'est chargée de la réalisation.
La conception initiale de l'espace comprend un bar, une salle à manger et une salle d'embarquement au rez-de-chaussée, ainsi que d'autres pièces à l'étage et les locaux de service au sous-sol. En 1911, des travaux d'agrandissement et de transformation sont réalisés d'après les plans de l'architecte Otto Lüer (de) de Hanovre (exécution : Gebr. Frankenberg, Northeim). Depuis lors, un bar en sous-sol et un grenier à blé sont disponibles dans la cave. Le nombre de chambres à l'étage est augmenté. Lors d'un dernier agrandissement important en 1928, la surface utile totale est portée à environ 850 m².

## Membres notables
Par ordre alphabétique
- August Althaus (de) (1839-1919), philologue et professeur de lycée, député du Reichstag
- Carl Wilhelm Althaus (de) (1822-1907), conseiller du gouvernement, député de la chambre des représentants de Prusse
- Gustav Augspurg (de) (1837-1906), maire de Lehe
- Matthias Aulike (de) (1807–1865), directeur ministériel, député du Parlement de Francfort, conseiller d'État prussien
- Walther Ahrens (de) (1910-1981), hygiéniste à Dresde
- Friedrich Bacmeister (de) (1840–1889), étudiant escrimeur
- Hans Berckemeyer (de) (1873–1957), avocat du travail dans l'industrie minière
- Karl Boekholt (de) (1902–1983), scientifique en production végétale
- Adolf Ellissen (de) (1815–1872), historien littéraire et député du Reichstag (Hildesia)
- Ludwig Enneccerus (de) (1843-1928), professeur de droit (Code civil)
- Paul Falkenberg (1848–1925), botaniste à Rostock
- Erich Gerstenberg (de) (1844-1929), psychiatre à Hildesheim
- Otto Gilbert (de) (1839-1911), bibliothécaire et antiquaire
- Rolf Habild (de) (1904-1970), avocat de banque, administrateur de l'arrondissement de Bitterfeld (de)
- Heinrich Heine (1797-1856), poète
- Karl Hoene (de) (1857-1909), propriétaire du manoir, administrateur de l'arrondissement de Culm (de)
- Dietrich H. Hoppenstedt (de) (né en 1940), président de l'Association allemande des caisses d'épargne et des virements
- Max Jaffé (de) (1859-1909), chirurgien à Posen
- Wilhelm Emmanuel von Ketteler (1811–1877), évêque de Mayence et député du Reichstag (Zentrum)
- Wilhelm Kiesselbach (de) (1839-1902), professeur ORL à Erlangen
- Wilhelm Knappe (de) (1855-1910), consul général impérial, déclencheur du conflit sur les Samoa allemandes
- Walter Knop (de) (1906–1991), juge et député du Reichstag (NSDAP)
- Richard Koenigs (de) (1853-1921), administrateur de l'arrondissement de Lennep, citoyen d'honneur de Lennep et Wermelskirchen
- Adolf Krome (de) (1900-1979), propriétaire d'usine, député du Landtag de Basse-Saxe
- Ernst Küper (de) (1835–1912), premier maire de Beuthen, maire de Krefeld, député de la chambre des seigneurs de Prusse
- Helmut Kuß (de) (1906-2006), directeur municipal de Göttingen
- Friedrich Lancelle (de) (1802–1893), avocat, député de la chambre des représentants de Prusse
- Gustav Loges (de) (1854-1919), chimiste agricole
- Adolph Mayer (de) (1839-1908), mathématicien
- Johann Ernst Arminius von Rauschenplat (de) (1807–1868), juriste (Hildesia)
- Wilhelm Rintelen (de) (1797-1869), juriste et ministre prussien de la Justice
- Emil Russell (de) (1835-1907) avocat, banquier, maire de Papenbourg
- Julius Sander (de) (1838–1897), propriétaire du manoir, député de la chambre des représentants de Prusse
- Wilhelm Sauerwein (de) (1872-1946), ministre d'État de l'État libre de Mecklembourg-Strelitz
- Urban Schlönbach (de) (1841–1870), géologue et paléontologue
- Holger Schroeter (de) (né en 1971), chancelier de l'Université de Heidelberg
- Ulrich Seibert (de) (né en 1954), professeur, chef du département de droit des sociétés au ministère fédéral de la Justice
- Wilhelm Selkmann (de) (1818-1913), conseiller d'État d'Oldenbourg, membre du Parlement oldenbourgeois (de) et du Parlement de l'Union d'Erfurt, représentant autorisé au Conseil fédéral
- Carl Spude (de) (1852-1914), administrateur de l'arrondissement de Bochum (de)
- Franz Stadtmüller (de) (1889-1981), anatomiste et étudiant historien
- Jodocus Donatus Hubertus Temme (1798–1881), homme politique, juriste et écrivain
- Werner Wedemeyer (de) (1870–1934), avocat et professeur d'université, président du VAC
- Albert Weibezahn (de) (1840–1898), juge de district, député de la chambre des représentants de Prusse
- Otto Willms (de) (1866-1901), avocat, maire de Delmenhorst à partir de 1899
- Wolfgang Wippermann (de) (1945–2021), historien moderne

## Le Corps dans la littérature
Heinrich Heine Guestphaliae Göttingen : Deutschland. Ein Wintermärchen
J'ai pensé à mes chers frères
Chère Westphalie, avec qui j'ai si souvent
ivre à Göttingen,
Jusqu'à ce que nous touchions le cœur de l'autre
Et coulé sous les tables !
Je l'ai toujours tellement aimée
Les chers et bons Westphaliens,
Un peuple si ferme, si sûr, si fidèle,
Complètement sans glamour ni vantardise.
Comme ils se tenaient magnifiquement sur l'échelle
Avec leur cœur de lion !
C'est tombé si droit, signifié si honnêtement,
Les quarts et les tiers.
Ils escriment bien, ils boivent bien,
Et quand ils te serrent la main
A l'alliance de l'amitié, alors ils pleurent ;
Sont des chênes sentimentaux.
Le ciel vous garde, braves gens,
Il bénisse vos graines,
Sauvez-vous de la guerre et de la gloire,
Avant les héros et les exploits.
Il donne toujours à tes fils
Un examen très doux
Et vos filles, il apporte de jolies
Sous le capot - amen!